# Chloridops kona
Chloridops kona là một loài chim trong họ Fringillidae.